# غازي التكريتي
غازي التكريتي فنان عراقي (1930 - 1997)، ممثل عراقي راحل.

## حياته
ولد غازي التكريتي عام 1930م، وكان مولعا بالتمثيل والفن، شارك في العديد من الأعمال التلفازية والسينمائية، ولهُ العديد من المؤلفات المسرحية، وكذلك أهتم بكتابة الشعر، وكانت بدايته السينمائية في فيلم (فتنة وحسن) عام 1955م، والذي أخرجه الفنان حيدر العمر وقام بتمثيل دور "حمدان" في الفيلم، وتوالت عليهِ أدوار البطولة في أفلام (تسواهن) و (الجزاء)، وعمل في مسرحيات عديدة منها (مجنون ليلى).
يعتبر الفنانين العراقيين المعروفين الذين برزوا على مستوى التمثيل في السينما والتلفاز، وقدم دورا مشهورا في السينما العراقية وهو في فيلم (المسألة الكبرى عام 1982) للمخرج:محمد شكري جميل، ليجسد شخصية الرجل الوطني الشيخ ضاري بن محمود الذي قتل الحاكم الاستعماري "لجمن"، وأبرز من مثل معهُ في هذا الفيلم الممثل أوليفر ريد الذي صرح عنه بعد أسابيع من العمل في فيلم المسالة الكبرى، قائلا: (هذا العملاق لو أتيحت لهُ الفرصة في السينما العالمية لكان لهُ شأن آخر).
إضافة إلى ذلك قال المخرج يوسف شاهين لدى مشاهدته فيلم (المسألة الكبرى): يا أستاذ غازي أنت فنان كبير.
توالت بطولاتهِ في العديد من الأعمال السينمائية: (الفارس والجبل)، و (عمارة 13)، و (سحابة صيف)، وأخيرا فيلم (الملك غازي).
في عام 1996 اعتزل الحياة الفنية وعاش وحيدا والذي زاد من عزلته فقدانه لابنه البكر، فعاش حزينا مهموما يبكي ولده، واتسعت دائرة أحزانه حين كان العوز والحاجة في العراق خلال فترة الحصار الاقتصادي جعلته يعيش في حد الكفاف، ورقد في الفراش مريضا. معزولا حتى وفاتهِ عام 1997م.

## أعماله السينمائية
- فيلم فتنة وحسن - للمخرج العراقي حيدر العمر
- فيلم تسواهن - للمخرج: حسين السامرائي
- فيلم الجزاء - للمخرج: حسين السامرائي
- فيلم التجربة - للمخرج المصري فؤاد التهامي
- فيلم الظامئون - للمخرج محمد شكري جميل
- فيلم الاسوار - للمخرج محمد شكري جميل
- فيلم المسألة الكبرى - لمخرج محمد شكري جميل، والذي وقف فيه امام الممثل العالمي أوليفر ريد
- فيلم سحابة صيف - للمخرج الراحل صبيح عبد الكريم
- عمارة 13 - للمخرج الراحل صاحب حداد
- فيلم الفارس والجبل - للمخرج محمد شكري جميل
- فيلم الملك غازي - فيلمه الأخير للمخرج محمد شكري جميل

## أعماله الأخرى
- من ضمن أعماله التلفزيونية مسلسل (محطات الذاكرة)
- تمثيلية (السنطور)
- مسلسل (حكايات المدن الثلاثة).

## أعماله المسرحية
- مسرحية (مجنون ليلى).
- مسرحية (المتنبي).
- مسرحية (حفلة سمر).
- مسرحية (التقرير).

## وفاته
انعزل اواخر حياته وعاش ايامه يصارع المرض حتى وافته المنية عام 1997م. تم تشييعه ببغداد وحضر التشييع الفنانون العراقيون، وأبرزهم الفنانة القديرة سليمة خضير والفنان الراحل قاسم محمد وغيرهم من الفنانين.

## روابط خارجية
- غازي التكريتي على موقع قاعدة بيانات الأفلام العربية